# Фолло
Фолло (итал. Follo) — коммуна в Италии, располагается в регионе Лигурия, в провинции Ла Специя.
Население составляет 6176 человек (2008 г.), плотность населения составляет 267 чел./км². Занимает площадь 23 км². Почтовый индекс — 19020. Телефонный код — 0187.
Покровителем коммуны почитается святитель Мартин Турский, празднование 11 ноября.

## Демография
Динамика населения:

## Администрация коммуны
- Официальный сайт: http://www.comunefollo.it/